# Abe Masanori
Abe Masanori (jap. 阿部 正権; * 26. Februar 1806; † 8. November 1823) war ein Daimyō in der zweiten Hälfte der Edo-Zeit. Zu seinem Han gehörten Oshi in der Provinz Musashi und Shirakawa in der Provinz Mutsu. 
Masanori wurde als zweitältester Sohn des Daimyō von Oshi, Abe Masayoshi, geboren. Sein Kindheitsname lautete Kanemaru(?) (銕丸). Als er drei Jahre alt war, starb sein Vater und Masanori wurde zum Erben und neuen Familienvorstand. Da Masanori noch ein Kind war und außerdem von schwächlicher Konstitution, übernahm seine Mutter die Verwaltung des Lehens. Masanori selbst wurde bei dem aus der Hauptlinie der Familie stammenden Abe Masakiyo, Daimyō vom Fukuyama in der Provinz Bingo, in Vormundschaft gegeben.
1822 tauschte die Shogunatsregierung in einem Erlass die Herren der Lehen Oshi, Kuwana in der Provinz Ise sowie Shirakawa. Die Familie Abe, die 114 Jahre lang das Lehen in Oshi verwaltet hatte, war damit zum Umzug nach Shirakawa gezwungen. Inmitten dieser Übersiedlung starb Masanori. Da er starb, ohne je die zur Anerkennung als Erbe des Daimyats formell erforderliche Audienz beim Shōgun geleistet zu haben, bekleidete er nie einen Amtsrang. Die Erbfolge ging auf seinen Cousin Abe Masaatsu (阿部 正篤) über.
Siehe auch: Abe (Klan).
| Personendaten    | Personendaten                             |
| ---------------- | ----------------------------------------- |
| NAME             | Abe, Masanori                             |
| KURZBESCHREIBUNG | Daimyō in der zweiten Hälfte der Edo-Zeit |
| GEBURTSDATUM     | 26. Februar 1806                          |
| STERBEDATUM      | 8. November 1823                          |